# Weygoldtia davidovi
Espèce
Synonymes
- Sarax davidovi Fage, 1946

Weygoldtia davidovi est une espèce d'amblypyges de la famille des Charinidae.

## Distribution
Cette espèce se rencontre au Viêt Nam, au Laos et au Cambodge.

## Description
La carapace des mâles mesure 4,16 de long sur 6,08, 4,20 sur 6,40 et 4,80 mm sur 7,36 mm.

## Systématique et taxinomie
Cette espèce a été décrite sous le protonyme Sarax davidovi par Fage en 1946. Elle est placée dans le genre Weygoldtia par Miranda, Giupponi, Prendini et Scharff en 2018.

## Étymologie
Cette espèce est nommée en l'honneur de Constantin Nikolaevitch Dawydoff.

## Publication originale
- Fage, 1946 : « Scorpions et Pédipalpes de l’Indochine Française. » Annales de la Société entomologique de France, vol. 113, p. 71–81.